# Kure-atoll
A Kure-atoll (hawaiiul: mokupāpapa), más néven Óceán-sziget egy atoll a Csendes-óceán nyílt vizén, a Midway-atollon túl, amely az Északnyugati Hawaii-szigetekhez tartozik. A Kure-atoll két szigetből áll, nagyobb szigete a Zöld-sziget, angol nevén Green Island, és a Kure-zátonyból. Az atoll területe 0,884 km2.